# Pac-12 Conference (pallavolo)
Dal 1986 al 2023, la Pac-12 Conference è stata una delle conferenze di pallavolo femminile affiliate alla NCAA Division I, con la squadra vincente che entrava automaticamente nel torneo NCAA.
Dopo la stagione 2023, tutti i 12 membri della conferenza tranne due sono partiti per altre conferenze. Arizona, Arizona State, Colorado e Utah partirono per la Big 12 Conference; Oregon, UCLA, USC e Washington partirono per la Big Ten Conference; e California e Stanford partirono per l'Atlantic Coast Conference. Gli unici due membri rimasti, Oregon State e Washington State, giocheranno le stagioni 2024 e 2025 nella West Coast Conference.
La Pac-12 riprenderà le conferenze nel 2026 con l’arrivo di sette nuovi membri: Boise State, Colorado State, Fresno State, Gonzaga, San Diego State, Texas State e Utah State.

## Membri

| Squadra             | Sede           | Stato      | Fondazione | Soprannome   | Affiliazione |
| ------------------- | -------------- | ---------- | ---------- | ------------ | ------------ |
| Arizona             | Tucson         | Arizona    | 1977       | Wildcats     | 1986         |
| Arizona State       | Tempe          | Arizona    | 1973       | Sun Devils   | 1986         |
| UC Berkeley         | Berkeley       | California | 1975       | Golden Bears | 1986         |
| UC Los Angeles      | Los Angeles    | California | 1965       | Bruins       | 1986         |
| Colorado            | Boulder        | Colorado   | 1986       | Buffaloes    | 2011         |
| Oregon              | Eugene         | Oregon     | 1968       | Ducks        | 1986         |
| Oregon State        | Corvallis      | Oregon     | 1976       | Beavers      | 1986         |
| Stanford            | Palo Alto      | California | 1976       | Cardinal     | 1986         |
| Southern California | Los Angeles    | California | 1974       | Trojans      | 1986         |
| Utah                | Salt Lake City | Utah       | 1975       | Utes         | 2011         |
| Washington          | Seattle        | Washington | 1974       | Huskies      | 1986         |
| Washington State    | Pullman        | Washington | 1973       | Cougars      | 1986         |

## Arene
| Squadre             | Arene                  | Capacità |
| ------------------- | ---------------------- | -------- |
| Arizona             | McKale Memorial Center | 14 655   |
| Arizona State       | Wells Fargo Arena      | 14 000   |
| UC Berkeley         | Haas Pavilion          | 11 877   |
| UC Los Angeles      | Pauley Pavilion        | 13 800   |
| Colorado            | CU Events Center       | 11 064   |
| Oregon              | Matthew Knight Arena   | 12 364   |
| Oregon State        | Gill Coliseum          | 9 604    |
| Southern California | Galen Center           | 10 258   |
| Stanford            | Maples Pavilion        | 7 233    |
| Utah                | Jon M. Huntsman Center | 15 000   |
| Washington          | Hec Edmundson Pavilion | 10 000   |
| Washington State    | Bohler Gymnasium       | 3 000    |

## Albo d'oro
| Dal 1986 al 2010 la competizione è denominata Pac-10 Conference |                                |                                 |                                |
| 1986 Dettagli                                                   | UC Los Angeles                 | Stanford                        | Arizona State                  |
| 1987 Dettagli                                                   | Stanford                       | UC Los Angeles                  | Southern California            |
| 1988 Dettagli                                                   | UC Los Angeles                 | Stanford                        | Washington                     |
| 1989 Dettagli                                                   | UC Los Angeles                 | Stanford Washington             | -                              |
| 1990 Dettagli                                                   | UC Los Angeles                 | Stanford                        | Oregon State                   |
| 1991 Dettagli                                                   | Stanford                       | UC Los Angeles                  | Southern California            |
| 1992 Dettagli                                                   | UC Los Angeles                 | Stanford                        | Southern California            |
| 1993 Dettagli                                                   | UC Los Angeles                 | Arizona State Stanford          | -                              |
| 1994 Dettagli                                                   | Stanford                       | UC Los Angeles                  | Southern California            |
| 1995 Dettagli                                                   | Stanford                       | UC Los Angeles Washington State | -                              |
| 1996 Dettagli                                                   | Stanford                       | Washington State                | Washington                     |
| 1997 Dettagli                                                   | Stanford                       | Southern California Washington  | -                              |
| 1998 Dettagli                                                   | Stanford                       | Southern California             | UC Los Angeles                 |
| 1999 Dettagli                                                   | UC Los Angeles Stanford        | -                               | Southern California            |
| 2000 Dettagli                                                   | Arizona Southern California    | -                               | UC Los Angeles                 |
| 2001 Dettagli                                                   | Stanford                       | Southern California             | Arizona                        |
| 2002 Dettagli                                                   | Southern California            | Stanford                        | Arizona Washington State       |
| 2003 Dettagli                                                   | Southern California            | Stanford                        | UC Berkeley UC Los Angeles     |
| 2004 Dettagli                                                   | Washington                     | Stanford                        | Southern California            |
| 2005 Dettagli                                                   | Washington                     | Arizona Stanford                | -                              |
| 2006 Dettagli                                                   | Stanford                       | UC Los Angeles Washington       | -                              |
| 2007 Dettagli                                                   | Stanford                       | Washington                      | Southern California            |
| 2008 Dettagli                                                   | Stanford                       | Washington                      | UC Berkeley                    |
| 2009 Dettagli                                                   | Stanford                       | UC Los Angeles Washington       | -                              |
| 2010 Dettagli                                                   | UC Berkeley Stanford           | -                               | Southern California            |
| Dal 2011 la competizione è denominata Pac-12 Conference         |                                |                                 |                                |
| 2011 Dettagli                                                   | Southern California            | UC Los Angeles                  | UC Berkeley                    |
| 2012 Dettagli                                                   | Stanford                       | Oregon                          | Southern California            |
| 2013 Dettagli                                                   | Washington                     | Stanford                        | Southern California            |
| 2014 Dettagli                                                   | Stanford                       | Washington                      | Arizona                        |
| 2015 Dettagli                                                   | Southern California Washington | -                               | Stanford                       |
| 2016 Dettagli                                                   | Washington                     | UC Los Angeles Stanford         | -                              |
| 2017 Dettagli                                                   | Stanford                       | Washington Southern California  | -                              |
| 2018 Dettagli                                                   | Stanford                       | Oregon Southern California      | -                              |
| 2019 Dettagli                                                   | Stanford                       | Washington                      | Utah                           |
| 2020 Dettagli                                                   | Washington                     | Oregon                          | Utah                           |
| 2021 Dettagli                                                   | Washington                     | UC Los Angeles                  | Utah                           |
| 2022 Dettagli                                                   | Stanford                       | Oregon                          | Washington State               |
| 2023 Dettagli                                                   | Stanford                       | Oregon                          | Arizona State Washington State |

## Palmarès
| Squadre             | Titoli | Stagioni |
| ------------------- | ------ | --- |
| Stanford            | 21     | 1987, 1991, 1994, 1995, 1996, 1997, 1998, 1999, 2001, 2006, 2007, 2008, 2009, 2010, 2012, 2014, 2017, 2018, 2019, 2022, 2023 |
| UC Los Angeles      | 7      | 1986, 1988, 1989, 1990, 1992, 1993, 1999                                                                                     |
| Washington          | 7      | 2004, 2005, 2013, 2015, 2016, 2020, 2021                                                                                     |
| Southern California | 5      | 2000, 2002, 2003, 2011, 2015                                                                                                 |
| Arizona             | 1      | 2000 |
| UC Berkeley         | 1      | 2010 |